# Tedros Adhanom
Tedros Adhanom Ghebreyesus (ur. 3 marca 1965 w Asmarze) – etiopski polityk, od 2017 dyrektor Światowej Organizacji Zdrowia, w latach 2012–2016 minister spraw zagranicznych Etiopii, latach 2005–2012 minister zdrowia Etiopii.
Tedros rozpoczął pracę w ministerstwie zdrowia Etiopii po ukończeniu studiów na University of Asmara w 1986. Kontynuował edukację na Uniwersytecie Londyńskim. Był członkiem Tigrajskiego Ludowego Frontu Wyzwolenia. W wyniku jego działań zmniejszono śmiertelność niemowląt z 123 zgonów na 1000 urodzeń w 2006 do 88 w 2011. W lipcu 2009 r. został wybrany na dwuletnią kadencję przewodniczącego zarządu Światowego Funduszu Walki z AIDS, Gruźlicą i Malarią.
23 maja 2017 roku został wybrany na dyrektora generalnego Światowej Organizacji Zdrowia. Jest pierwszą osobą na tym stanowisku z Afryki oraz pierwszą niebędącą lekarzem medycyny.